# Финкельштейн, Евгений Юльевич
Евгений Юльевич Финкельштейн (род. в 1972 году, Москва) — российский музыкант (классическая гитара), лауреат международных конкурсов, профессор, заведующий кафедрой классической гитары (до 2017 года) московской Государственной Классической Академии им. Маймонида.

## Биография
Евгений Финкельштейн родился в 1972 году в Москве. Он учился у выдающихся русских музыкантов Александра Фраучи, Камилла Фраучи, Никиты Кошкина, Александра Гитмана, окончил Российскую Академию Музыки им. Гнесиных (1996) и аспирантуру у Александра Фраучи (ГКА им. Маймонида, 1999).
В 1995 году Евгений становится лауреатом III Международного конкурса «Гитара в России» (Воронеж), в 1995 году – лауреатом I Московского Международного конкурса классической гитары, в 1996 – лауреатом IV Международного конкурса «Весна гитары» (Бельгия).
Евгений Финкельштейн выступает с сольными концертами в лучших концертных залах Москвы, Санкт-Петербурга, Сибири, Урала, Дальнего Востока, Австрии, Германии, Великобритании и других городов России и Европы: Концертхаус в Вене, Малый и Рахманиновский залы московской государственной консерватории, Большой зал государственной  академической капеллы С.-Петербурга,  Холивэл музикхолл в Оксфорде, Московский Международный Дом Музыки. С большим успехом в Малом Зале московской государственной консерватории прошёл концерт камерного оркестра «Солисты Москвы», в котором Евгений Финкельштейн и Юрий Башмет исполнили двойной концерт А. Вивальди ре минор для альта, гитары и струнных. Евгений Финкельштейн принимал участие в фестивале Николая Петрова «Кремль музыкальный» в 2011 году.
Евгений Финкельштейн – профессор Государственной классической академии им. Маймонида, многие студенты Евгения завоевали звания лауреатов международных конкурсов.
В 2002 году немецкое музыкальное издательство «Acoustic Music» выпустило компакт-диск Евгения Финкельштейна «Падение птиц. Русская гитарная музыка», в который вошли произведения Н. Кошкина, С. Руднева и Г. Беляева. Альбом получил множество восторженных отзывов прессы. «Сlassical guitar» (Великобритания): «Великолепный диск молодого российского виртуоза Евгения Финкельштейна даёт нам возможность познакомиться с современной русской гитарной музыкой». В июне 2004 года этим же музыкальным издательством выпущен второй диск Евгения – «Соната» с музыкой И.С. Баха, С.Л. Вайса, Г. Муффата и М. Джулиани. Третий диск − «Lachrimae», в него вошли лютневые произведения Джона Доуленда, Робера де Визе, Джованни Дзамбони в переложении для классической гитары Евгения Финкельштейна.
Евгений Финкельштейн участвует в жюри многих международных гитарных конкурсов: «Виртуозы гитары» (Санкт-Петербург), международный конкурс им. Александра Фраучи в Москве, международный конкурс классической гитары в Риге (в качестве председателя жюри), международный конкурс в Таллинне (в качестве председателя жюри) и других.
Записи Евгения Финкельштейна звучат на радиостанции «Орфей», Баварском радио, радиостанции «Культура», телеканале «Культура», радио «Сити FM». Евгений Финкельштейн дает мастер-классы на фестивалях в России, на Украине, в Германии, Польше, Англии.
Официальный сайт артиста – http://finkelstein-guitar.com
- http://www.abc-guitars.com/pages/finkelstein.htm

Ссылки на видео:
- https://www.youtube.com/watch?v=jm9j4hczZmE
- https://www.youtube.com/watch?v=1rErw7pJrWk
- https://www.youtube.com/watch?v=90-b-Qh6kV0
- https://www.youtube.com/watch?v=x9dy1Cu4LsU
- https://www.youtube.com/watch?v=EZrBC5pmMpM